# Videogiochi negli anni cinquanta

Schema del Nimrod

Eventi rilevanti avvenuti nell'industria dei videogiochi durante gli anni cinquanta. Si può dire che i primi videogiochi nacquero in questi anni, sebbene già dal 1947 venne realizzato il prototipo di un Cathode-ray tube amusement device, un gioco elettronico dotato di schermo, ma privo di elaborazione digitale.

## Eventi
- Jack Tramiel fonda la Commodore.
- 1950: alla Canadian National Exhibition viene esposto a scopo dimostrativo Bertie the Brain, un computer in grado di giocare a Tris[1][2].
- 1951 David Rosen fonda in Giappone la futura SEGA.
- 5 maggio 1951 viene presentato il computer Nimrod al Festival of Britain.[2] Il computer tramite l'utilizzo di pannelli luminosi permetteva di giocare al gioco Nim. Il NIMROD è il primo computer digitale a eseguire un videogioco.[3] Il sistema permetteva di eseguire il gioco tradizionale o la sua versione inversa. All'ingegnere TV Ralph Baer viene commissionato dal direttore capo della Loral di costruire la migliore televisione del mondo. Baer propone l'idea di costruire un videogioco ma l'idea viene scartata[senza fonte].
- 1952 viene realizzato OXO (un gioco di tris) sviluppato da A.S. Douglas.[4] OXO venne scritto per i computer EDSAC. Il programma permette di giocare a tris contro il computer, il gioco non divenne mai realmente popolare dato che il computer EDSAC era disponibile solo a Cambridge. Comunque divenne una pietra miliare nell'industria dei videogiochi; si può ritenere il primo videogioco propriamente detto, in quanto basato su schermo a tubo catodico (i precedenti utilizzavano lampadine).
- 1952 durante l'estate S. Stachey creò per un computer Farrenti un gioco di dama che funzionava a una velocità ragionevole. Verso la fine dell'anno Arthur Samuel sviluppò su un computer IBM 701 un gioco di dama.[senza fonte]
- 1953 fondazione della Taito, inizialmente come azienda di distributori automatici e juke-box.
- 1955 Masaya Nakamura fonda la Nakamura Manufacturing Ltd., la futura Namco (dal 1968)
- 1958 viene realizzato al Brookhaven National Laboratory di Yaphank Tennis for Two, il primo gioco di tennis per computer. Questo venne creato da William Higinbotham[5] e simulava la pallina e le racchette tramite un'immagine generata su un oscilloscopio. A differenza di celebri videogiochi come Pong, in questo gioco la visuale non era dall'alto ma laterale. Il gioco simulava la gravità che influenzava il movimento della pallina. Il gioco era gestito da un computer analogico, ma per questioni di velocità alcune componenti erano basate su transistor, che commutavano in tempi inferiori alle parti analogiche.